# Maria Campos
Maria Campos (Porto, Portugal - ), também referida como Maria de Campos, foi uma atriz de teatro, revista e cinema portuguesa. Durante a era do cinema mudo de Portugal, tornou-se reconhecida por ter participado em vários filmes produzidos pela Invicta Film. Contracenou ao lado de Ângela Pinto, Vasco Santana, Amélia Rey Colaço e Arthur Duarte, entre muitos outros nomes.

## Carreira

### Cinema
- Comissário de Polícia (1919), como D. Maria Soares
- Barbanegra (1920), como D. Rita
- O Amor Fatal (1920)
- Quando o Amor Fala (1921), como Conegundes Xavier
- Os Fidalgos da Casa Mourisca (1921), como Ti Ana
- Cláudia (1923), como Berta, a Criada
- O Primo Basílio (1923), como Joana, a Cozinheira
- Lucros... Ilícitos (1923)
- Tinoco em Bolandas (1924), como Criada
- Tragédia de Amor (1924) [6]

### Teatro
- Pó d' Arroz (1926, Teatro Variedades), encenação de Troianos (Luís Galhardo, José Galhardo e Vasco Santana), com Annita Salambó, Hortense Luz, Fernanda de Sousa, Costinha, Madalena Melo[7]